# 鬣狗科
鬣狗科（舊譯海乙那）是體型中等偏小的肉食性哺乳類動物，主要生活在非洲、西亚和印度次大陸。尽管根据动物谱系学，鬣狗科更接近于猫科和灵猫科，然而根据从形态及其习性来看，则更类似于犬科（趨同演化）。鬣狗外形略像狗，頭比狗的頭短而圓，毛或棕黃色或棕褐色。同科下的不同属有着不同的外表和习性，如拥有不規則的黑褐色斑點的斑点鬣狗捕猎，而条纹鬣狗则以食用獸類屍體腐爛的肉維生。
斑点鬣狗60%以上的食物来自于搶奪獵豹，而圍捕獵物或互相打鬥时发出的类似人类的笑声也是斑鬣最著名的特徵。尽管人们通常认为鬣狗是胆小的，但他们实际上以可以驱赶大型捕猎者（如狮子）偷盗猎物而著名。鬣狗为夜行动物，但也会罕见地在清晨时活动。斑点鬣狗過著母系社會體系的群居群獵生活，但除此之外，大部分鬣狗并不是社会性动物，尽管他们也可能群居或者因捕猎而聚集起来，其天敵为獅子。
在其分布广泛的区域内，鬣狗在当地文化中有着重要的角色。一些文化认为鬣狗会影响人类的精神，会盗墓，会偷走人类饲养的禽畜。非洲一些地区则认为他们有着魔力，因此将他们的肉用作传统药材。鬣狗在世界文化中也有一定的角色，因其食腐的习性，在鲁迅的作品《狂人日记》中出现。

## 分类法
- 鬣狗科 Hyenidae
  - †同心鬣狗屬 Tongxinictis：得名於中国宁夏吴忠市的同心縣；
  - †鼬鬣狗亚科 Ictitheriinae
    - †獴鬣狗屬 Herpestides
    - †鬣形狗屬 Hyaenotherium
    - †狼鬣狗屬 Lychyaena
    - †中新鼬鬣狗屬 Miohyaenatherium
    - †原鼬鬣狗屬 Proictitherium
    - †濱鬣狗屬 Thalassictis
    - †通古爾鼬屬 Tungurictis
    - †鼬鬣狗属 Ictitherium

- - †?中鬣狗亚科 Percrocutinae
    - †中鬣狗属 Percrocuta
    - †恐鬣狗属 Dinocrocuta

  - 土狼亚科 Protelinae
    - 土狼属 Proteles
    - †甘肃鬣狗属 Gansuyaena
    - †鬣灵猫属 Plioviverrops
    - †中鬣灵猫属 Mesoviverrops

  - 鬣狗亚科 Hyaeninae
    - †副鬣狗屬 Adcrocuta
    - †豹鬣狗属 Chasmaporthetes
    - †馳鬣狗屬 Hyaenictis
    - †伊克洛鬣狗屬 Ikelohyaena
    - †李氏鬣狗屬 Leecyaena
    - †硕鬣狗属 Pachycrocuta
    - †祖鬣狗屬 Palinhyaena
    - 斑鬣狗属 Crocuta
      - 斑鬣狗 Crocuta crocuta
      - †強壯斑鬣狗 Crocuta eturono
      - †河南斑鬣狗 Crocuta honanensis
      - †遠斑鬣狗 Crocuta ultra

    - 鬣狗属 Hyaena